# Valentino Mazzola
 Valentino Mazzola (Cassano d'Adda, 26 de gener de 1919 - Superga, 4 de maig de 1949) va ser un futbolista italià, considerat un dels millors de tots els temps. Va ser el capità del Torino Football Club, conegut com a Grande Torino, que va arrasar en la dècada dels 40. La seva vida, com la del Grande Torino, es va veure truncada per l'accident aeri de Superga.

## Biografia
El primer equip de Valentino Mazzola va ser l'Alfa Romeo de Milà, de la Tercera Divisió italiana o Sèrie C, on va jugar fins que l'any 1939 va ser traspassat a la Società Sportiva Calcio Venezia, equip amb el qual va debutar en la Sèrie A.
Gràcies al lideratge de Mazzola, el modest Venezia va aconseguir la Copa italiana de futbol de 1941 i acabar tercer en el campionat de lliga de 1941-42, fet que va propiciar que fos traspassat al Torino Football Club
La gran plantilla del Torino Football Club, liderada per Mazzola com a capità, ràpidament va esdevenir el gran dominador del futbol italià de la dècada dels 40, en guanyar 5 Lligues i 1 Copa, motiu pel qual l'equip es va conèixer amb el sobrenom de Grande Torino. Mazzola va jugar 231 partits i va marcar 109 gols, fet que el va convertir en el màxim golejador de la temporada 1946-47.
Per desgràcia, la vida de Mazzola es va veure truncada per un accident aeri quan l'equip retornava de Lisboa, on havien anat a jugar un partit amistós organitzat pel mateix Mazzola. En l'accident, que va passar a Superga, hi van morir 31 persones entre futbolistes, directius i periodistes.
Amb la selecció de futbol d'Itàlia, Mazzola va jugar 12 partits i va marcar 4 gols.
El seu fill Alessandro Mazzola també va ser un destacat futbolista internacional amb Itàlia.

## Palmarès
- 5 Lligues italianes: 1942-43, 1945-46, 1946-47, 1947-48 i 1948-49 (Torino)
- 2 Copes d'Itàlia: 1941 (Venezia) i 1943 (Torino)